# Honegumi from AKB48
 Honegumi from AKB48  (ほね組 from AKB48) est un groupe féminin de J-pop actif en 2007, composé de quatre idoles japonaises. C'est un sous-groupe du groupe AKB48, dont ses membres font partie en parallèle. Il est créé dans le cadre de l'émission télévisée pour enfants Karada de Asobo (からだであそぼ), et sort un unique single chez Sony Music.

## Membres
- Tomomi Itano (Team A en 2007)
- Erena Ono (Team K en 2007)
- Manami Oku (Team K en 2007)
- Kayano Masuyama (Team A en 2007)

## Discographie
Single
1. 21 février 2007 : Hone Hone Waltz / Kujira no Basu (ほねほねワルツ/くじらのバス?)

DVD
- 21 février 2007 : Hone Hone Waltz・Perfect Version ~Hone Goto Marugoto~ (ほねほねワルツ・パーフェクトバージョン~骨ごと まるごと~?)